# João Gabriel Ramos de Souza
João Gabriel Ramos de Souza (nacido el 12 de febrero de 1996) es un futbolista brasileño que se desempeña como delantero.
Jugó para clubes como el Cruzeiro, Red Bull Brasil y SC Sagamihara.

## Trayectoria

### Clubes
| Club            | País   | Año         |
| --------------- | ------ | ----------- |
| Cruzeiro        | Brasil | 2015 - 2016 |
| Red Bull Brasil | Brasil | 2015        |
| SC Sagamihara   | Japón  | 2017 -      |